# Daniel C. Jackling
Daniel Cowan Jackling (14 de agosto de 1869 – 13 de março de 1956), foi um engenheiro de mineração e metalurgia norte-americano que foi pioneiro na exploração de minérios de cobre porfirítico de baixa qualidade na Mina Bingham Canyon, Utah.

## Biografia
Nascido perto de Appleton City, Missouri, ele ficou órfão aos dois anos de idade. Criado por um tempo por uma tia, Jackling acabou tendo que passar de família para família, mas terminou a oitava série aos dezesseis anos e então se matriculou na Escola Normal de Warrensburg, Missouri. 
Jackling trabalhou na Mina de Ouro Cripple Creek &amp; Victor de 1893 a 1895, primeiro como mineiro, depois como moleiro e metalúrgico. A partir de 1896, Jackling trabalhou para Joseph Raphael De Lamar em Mercur, Utah, onde desenvolveu um processo de cianeto para extrair minério de ouro. 
Jackling estudou engenharia metalúrgica na Escola de Minas do Missouri em 1900 e depois trabalhou em uma mina de ouro em Republic, Washington. Em 1902, ele administrou a fábrica de pigmentos de zinco de Charles MacNeill e Spencer Penrose em Canon City, Colorado, e sua usina de ouro em Colorado City, Colorado. 
Jackling foi homenageado com vários prêmios profissionais, incluindo o Prêmio Washington da Sociedade Ocidental de Engenheiros por "ser pioneiro na mineração em larga escala e no tratamento de minérios de cobre de baixa qualidade, liberando vastos recursos de depósitos anteriormente sem valor".  Jackling recebeu a Medalha de Serviço Distinto do Presidente Woodrow Wilson em 1919 por dirigir as fábricas de explosivos do governo dos EUA, como a de Nitro, Virgínia Ocidental, durante a Primeira Guerra Mundial.  :97–98
Seus documentos coletados foram doados à Biblioteca da Universidade de Stanford. 

### Prêmios e reconhecimento
O Prêmio Daniel C. Jackling, criado em 1953, é concedido anualmente pela Sociedade de Mineração, Metalurgia e Exploração (SME) por "contribuições significativas ao progresso técnico em mineração, geologia e geofísica". 
"Sua estátua foi colocada na rotunda do Capitólio do Estado de Utah em 1954."  :98

## A Casa Jackling
A Jackling House, a histórica mansão e propriedade em estilo neocolonial espanhol, ficava em Woodside, Califórnia. Foi projetada pelo renomado arquiteto George Washington Smith  em 1925 para Jackling e sua família.
Em 1984, Steve Jobs comprou a propriedade e viveu nela por dez anos. Depois disso, ele a alugou por um tempo e, em 2000, parou de fazer manutenção. Em 2004, Jobs provocou uma controvérsia preservacionista em Woodside ao solicitar uma licença para demolir o marco histórico para construir uma casa menor. Um juiz decidiu contra a demolição no início de 2006. Jobs recorreu da decisão. Em abril de 2007, a Suprema Corte do Estado da Califórnia se recusou a ouvir o apelo de Jobs, o que significava que ele não poderia demolir a casa. No entanto, Jobs obteve aprovação do Conselho Municipal de Woodside para demolir a Jackling House em 13 de maio de 2009. 
A casa foi demolida em fevereiro de 2011.